# Solna tingsrätt
Solna tingsrätt är en tingsrätt i Sverige med kansli i Solna kommun. Tingsrättens domkrets omfattar kommunerna Ekerö, Solna och Sundbyberg samt området Västerort inom Stockholms kommun. Tingsrätten med dess domkrets ingår i domkretsen för Svea hovrätt.
Domsagans befolkning uppgår till nära 325 000 invånare.

## Administrativ historik
Vid tingsrättsreformen 1971 bildades tingsrätten i Solna av häradsrätten för Solna domsagas tingslag och bestod 1971 av Solna och Sundbybergs kommuner. År 1977 utökades domsagan med Ekerö kommun ur Sollentuna domsaga. Den 1 april 2007 utökades domsagan med Västerort i Stockholms kommun när Stockholms domsaga delades.
Tingsrätten är inrymd i ett år 2007 färdigställt tingshus vid Sundbybergsvägen 5 i Solna, nära Solna centrum.

## Lagmän
- 1971–1976: Folke Nyquist
- 1976–1983: Björn Zethræus
- 1983–1989: Sten von der Osten-Sacken
- 1989–2001: Brita Sundberg-Weitman
- 2001–2011: Lars Lindström[5]
- 2011–2016: Mari Heidenborg[6]
- 2016–: Lena Egelin[7]